# Natação do Futebol Clube do Porto
O Futebol Clube do Porto é um clube desportivo da cidade do Porto, Portugal, onde se praticam diversas modalidades. O presente artigo é sobre a sua secção de natação.

## História
A secção de natação do Futebol Clube do Porto foi fundada em 1906, na época da refundação do clube, sendo até hoje uma das equipas de natação mais condecoradas de Portugal. O clube disputa o Campeonato Nacional de Clubes em Natação, conquistando vários troféus tanto nas secções masculinas quanto nas femininas.
A secção de natação faz parte do património do clube desde a sua fundação, tendo a sua primeira vitória sido a Taça Leixões em 1908. Onze anos depois, em 1919 ocorreu a primeira participação no Campeonato de Portugal.
Nomes de atletas condecorados como Abel Guimarães, Adriano Antunes, Alexandrina Pinto, Alíria Silva, António Antunes, António Brenha, António Maria Pereira, Aristides Silva, Edgar Santos, Joaquim Lagoa e tantos outros contribuíram para o sucesso inicial do clube.
O FC Porto alcançou múltiplos recordes, títulos nacionais, coletivos e individuais, e marcou presença em vários campeonatos internacionais, tanto europeus e mundiais.

## Atletas olímpicos
Nas olimpíadas vários atletas do clube destacaram-se como é o caso de Paulo Frischknecht (Montreal '76), Mabílio Albuquerque, Rui Borges e Sergio Esteves (Seul '88), Joana Soutinho e Miguel Machado (Atlanta '96), Paulo Trindade (Seul '88, Barcelona '92 e Atlanta '96), Mário Carvalho (Sydney '2000), Luís Monteiro (Atenas '2004) e Sara Oliveira (Pequim '2008 e Londres '2012).

## Plantel Atual

### Equipas masculinas[8]

#### Seniores
- Porfírio Nunes

- Francisco Amaral

- Leonardo Schiling

- Daniel Francisco

- Gonçalo Carvalho

- Kevins Apseniece

#### Juniores
- Gonçalo Silva

- João Torres

- Gustavo Ramos

- Vasco Castro

- Bruno Loureiro

### Equipas femininas[8]

#### Seniores
- Leonor Silva

- Angélica André

- Sofia Fial

- Maria Inês Castro

- Maria Inês Silva

- Marta Pimentel

- Maria Chiara Strickner

#### Juniores
- Leonor Pinto

- Catarina Pires

- Francisca Gomes

 Atualizado em 9 de junho de 2023

## Staff atual
| Equipa técnica   | Equipa técnica      |
| ---------------- | ------------------- |
| José Borges      | Treinador principal |
| Paulo Nascimento | Treinador-adjunto   |
| João Carvalho    | Treinador-adjunto   |
| João Viola       | Treinador-adjunto   |
| Nuno Carvalho    | Treinador-adjunto   |

 Atualizado em 9 de junho de 2023

## Palmarés

### Absoluto

#### Nacional
- Campeonato de Portugal: 6

1980/81, 1981/82, 1982/83, 1984/85, 1985/86, 1986/87

### Masculino

#### Nacional
- Campeonato de Portugal: 5

1981/82, 1987/88, 1990/91, 1991/92, 1998/99

### Feminino

#### Nacional
- Campeonato de Portugal: 15

1988/89, 1989/90, 1990/91, 1991/92, 1993/94, 1997/98, 1999/00, 2008/09, 2009/10, 2010/11, 2011/12, 2012/13, 2013/ 14, 2014/15, 2015/16
- Taça de Portugal: 5

2008/09, 2009/10, 2010/11, 2011/12, 2012/13
 Atualizado em 6 de maio de 2025